# Jakub Kostucha
Jakub Kostuch (Kostucha) (ur. 7 lipca 1789 w Pierzchowie w powiecie bocheńskim, zm. 1857) - poeta chłopski, pisarz ludowy; obok Jury Gajdzicy jeden z najstarszych polskich pisarzy ludowych.
Syn małorolnego chłopa Wojciecha i Agaty Perzówny. Był samoukiem; zdobył dużą wiedzę i wyrobienie umysłowe systematyczną lekturą książek przyrodniczych, astronomicznych, historycznych i literackich, m.in. dzieł Jędrzeja Śniadeckiego, Ignacego Krasickiego, Franciszka Karpińskiego i Stanisława Trembeckiego. Ponadto uczył się malarstwa, mechaniki i zasad pomiaru gruntów. Pełnił funkcję pisarza gminnego wśród mieszkańców wsi.
Od 23 lutego 1813 był żonaty z Małgorzatą Mętelówną, z którą miał 12 dzieci.
Fragmenty jego utworów publikował "Kurier Warszawski" (nr 234) w 1830 roku.